# Queso de cincho
El queso de cincho es un queso fresco de leche bronca semidescremada de vaca, típico de Guerrero y Morelos, en México. Se usa como ingrediente para ensaladas, tacos y guisos, y también se considera queso de mesa. Su nombre proviene del "cincho", el aro o molde con que se elabora, tradicionalmente de ixtle, que le da la forma cilíndrica y su típica textura de hendiduras. También es conocido como "queso de aro".
El queso de cincho es rico en proteínas, calcio y fósforo. Es de sabor intenso, ligeramente ácido, textura grumosa, blanda y firme, y color blanco o blanco amarillento. A veces se le puede encontrar añejado, aunque es más común encontrarlo enchilado, es decir, con una capa de chile en polvo.

## Preparación
Originalmente, el queso de cincho se elaboraba con retacería de cuajada, aunque en la actualidad es más común con leche bronca descremada, cuajo fresco y sal.
La leche recién ordeñada se deja reposar 6-8 h para obtener la crema, y se le agrega el cuajo, un conjunto de microorganismos que separan el suero de la cuajada. Se bate y se deja reposar para que se haga la cuajada. Se amasa en forma de bola y se extrae el cuajo y el suero, cociéndose en tambos para obtener el requesón, y se sala (1 kg de sal por cada 100 l de leche).
En la segunda parte del proceso, se coloca el queso en el cincho, el molde, y se prensa, para extraer el restante de suero. En el cincho, permanecerá hasta 48 h.
Finalmente, se deja madurar por más de cuatro meses en cava seminatural.